# 0 + 2 = 1
0 + 2 = 1 es el quinto álbum de larga duración de la banda de punk canadiense Nomeansno . Lanzado en 1991, fue el cuarto y último álbum de estudio que contó con el guitarrista de Nomeansno, Andy Kerr . La continuación adecuada de su álbum más popular, Wrong, el disco fue algo polarizador pero en términos generales fue bien recibido por la crítica.

## Antecedentes y grabación
En 1991, los miembros de Nomeansno habían dejado sus trabajos diarios y se centraron en su banda,  que estaba desarrollando una audiencia cada vez mayor en Europa y América del Norte.  Habían terminado de promocionar su disco más aclamado, Wrong,  cuya gira promocional produjo el álbum en vivo Live + Cuddly . Grabaron The Sky Is Falling y I Want My Mommy en colaboración con el ex vocalista de Dead Kennedys, Jello Biafra, a principios de año antes de comenzar a trabajar en la continuación adecuada de Wrong .
En julio, la banda regresó a Profile Sound Studios para grabar con Cecil English. Grabaron 19 canciones durante las sesiones, 11 de las cuales aparecieron en el disco final. Las canciones incluían una mezcla de hardcore punk, rock progresivo y experimentación, así como "ritmos de swing sencillos" como en la canción de apertura "Now". 
Finalmente se publicaron las ocho tomas descartadas. Dos temas, versiones de "Oh Canaduh" de The Subhumans y "New Age" de DOA, se publicaron como un disco de 7 pulgadas en Allied Recordings más tarde ese año. Otra, una versión de la canción "Forward to Death", se incluyó en el álbum tributo a Dead Kennedys , Virus 100 . Las cinco tomas descartadas restantes se empaquetaron con cuatro demos y se lanzaron como la compilación 0 + 2 = 1 ½ en 2010. Cada una de estas cinco tomas descartadas apareció en lanzamientos posteriores de Nomeansno: "Cats, Sex, and Nazis" y "I Need You" en ¿Por qué me llaman Sr. Happy? (1993), "Blinding Light" sobre Mr. Right & Mr. Wrong: One Down & Two to Go (1994) y "Lost" sobre The Worldhood of the World (como tal) (1995).

## Lanzamiento
El álbum fue publicado en CD, LP y casete por Alternative Tentacles en 1991. Para apoyarlo, la banda realizó numerosas giras por América del Norte y Europa. El guitarrista Andy Kerr dejó la banda después de la gira para emigrar a los Países Bajos, y la banda volvió a su formación original de dos integrantes formada por los hermanos Rob y John Wright .
Nomeansno compró los derechos de su catálogo anterior a Alternative Tentacles en 2002 y reeditó 0 + 2 = 1 en CD y LP doble en 2007.

## Recepción
El álbum fue recibido bastante bien por la crítica. Escribiendo para Ox-Fanzine, Joachim Hiller argumentó que el disco ayudó a solidificar el "estatus divino" de la banda a través de "ritmos complejos, cánticos desgarradores y un trabajo de guitarra poco ortodoxo".  En una reseña retrospectiva, el crítico de AllMusic Adam Bregman evaluó el álbum como "entre sus discos más extravagantes" y le preocupaba que "las canciones aquí sean increíblemente largas y algo repetitivas".  No obstante, Bregman concluyó que el álbum "tiene muchos grandes momentos extendidos a lo largo de un disco que es demasiado largo" y le otorgó tres de cinco estrellas.

## Listado de pistas
Todas las canciones escritas y compuestas por Nomeansno. 
| N.º | Título                                      | Duración |  |
| 1.  | «Now»                                       | 5:08     |  |
| 2.  | «The Fall»                                  | 5:28     |  |
| 3.  | «0 + 2 = 1»                                 | 4:46     |  |
| 4.  | «The Valley of the Blind»                   | 2:52     |  |
| 5.  | «Mary»                                      | 6:04     |  |
| 6.  | «Everyday I Start to Ooze»                  | 4:32     |  |
| 7.  | «When Putting It All in Order Ain't Enough» | 2:51     |  |
| 8.  | «The Night Nothing Became Everything»       | 1:25     |  |
| 9.  | «I Think You Know»                          | 1:58     |  |
| 10. | «Ghosts»                                    | 7:55     |  |
| 11. | «Joyful Reunion»                            | 3:56     |  |

## Personal
|  | - Andy Kerr (" ") – guitarra, bajo, voz - John Wright (Mr. Right) – voz, batería, teclados, percusión, engineering, horns (pista 2) - Rob Wright (Mr. Wrong) – voz, bajo, guitarra - Mark Critchley – horns (pista 2) - Lissa Beurge – coros (pista 6) | - David Bruce – obra de arte - Brian (Who) Else – ingeniería - Cecil English – productor, ingeniero - George Horn – masterizando |